# المطریه (دقهلیه)
المطریه (به عربی: المطریة) یک شهر در مصر است که در استان دقهلیه واقع شده‌است. المطریه ۳۰۰٬۰۰۰ نفر جمعیت دارد.